# Zolessia lucernaria
Zolessia lucernaria is een vlinder uit de familie van de Apatelodidae. De wetenschappelijke naam van de soort is voor het eerst geldig gepubliceerd door Francis Walker.